# یاسمین موری
یاسمین موری (انگلیسی: Jasmine Murray؛ زادهٔ ۱۲ دسامبر ۱۹۹۱) خوانندگی، جشنواره زیبایی اهل ایالات متحده آمریکا است.